# 機場聯絡軌道系統

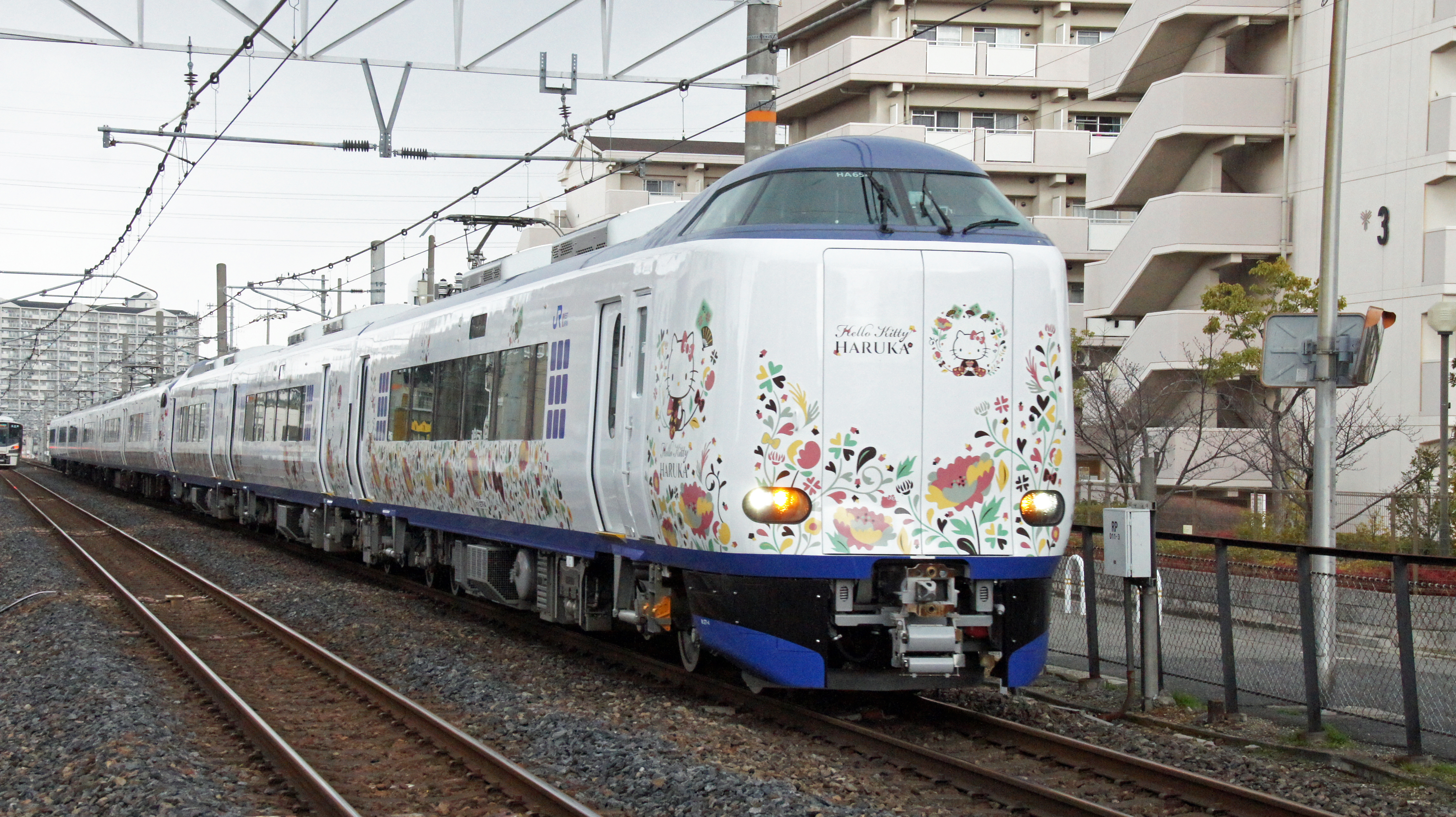
一輛開往关西国际机场的Hello Kitty 列車於阪和線上行駛

空铁联运是指航空运输与铁路运输之间协作的一种联合运输方式，泛指可與機場轉乘的各類軌道運輸，参与者包括民航机场、航空公司、铁路系统等。广义上的機場聯絡軌道系統包括城市轨道交通、傳統铁路、城际铁路及高速铁路和机场轨道专线等各种类型。

## 运作方式
航空运输与铁路运输的联合，可以使机场运营和铁路运输互利双赢。将可以克服各自劣势，充分发挥各自优势。高效的空铁联运不仅需要完善的基础设施作为支撑，而且离不开机场、铁路和航空运营部门的通力合作与协调。空铁联运不仅能够提高进出机场的公共交通比例，改善机场地面交通和机场可达性，还能不断拓展枢纽机场的市场辐射范围，扩大和稳固市场资源，提高枢纽机场的竞争力，有利于枢纽机场的可持续发展。
空铁联运可以有效减少航空运输与铁路运输尤其高速铁路之间的直接竞争。避免高速铁路的开通直接导致航线停航的局面。在功能方面空铁两者亦各有优势。世界大部分地区，铁路分布四通八达，大多数城市、城镇已经有火车通达，可以将分散的航空目标客户积聚到一个区域的机场；而航空旅行快捷舒适，经由区域国际机场可以到达国内、国际城市。经济方面空铁两者发挥各自优势。1000公里以内高速铁路占据优势，1000公里以上航空运输占据优势。因此，空铁联运可以将短距离高速铁路运输与长距离飞行航线结合起来。

## 系統路線列表
目前，全世界已經有近100个机场开通了轨道交通，至少还有140多个机场正在筹划建设机场轨道交通。
機場聯絡軌道系統在各地有不同的慣用稱呼，主要是由於民情及狀況差異所致，以下舉例：

### 非洲
- 阿尔及利亚：阿爾及爾地鐵1號線（興建中）
- 埃及：開羅地鐵3號線（興建中）
- 摩洛哥：摩洛哥國家鐵路
- 奈及利亞：阿布賈城鐵橙線、拉各斯軌道交通紅線（興建中）
- 塞内加尔：达喀尔-布莱兹·迪亚涅机场大区快速列车
- 南非：豪登列車

### 美洲
- 巴西：聖保羅地鐵13號線、17號線（興建中）；薩爾瓦多地鐵2號線；里約熱內盧輕軌1、3號線
- 加拿大： 聯合車站－皮爾遜機場快線、 加拿大綫、渥太華輕鐵4號線（興建中）、大都會快速網絡（興建中）
- 墨西哥：墨西哥城地鐵5號線
- 美国：海灣輕軌1號線、波特蘭輕軌紅線（英语：MAX Red Line）、舊金山國際機場－密爾布瑞線、匹茲堡/灣角－舊金山國際機場/密爾布瑞線、競技場－奧克蘭國際機場線、洛杉磯輕軌C線(需轉乘免費接駁巴士)、南加州都會鐵路(Metrolink)文圖拉縣線、美鐵(Amtrak)太平洋衝浪者號列車、明尼阿波利斯轻轨蓝线、鳳凰城天港機場空鐵（英语：PHX Sky Train）、鹽湖城輕軌綠線（英语：Red Line (TRAX)）、丹佛RTD A線（英语：A Line (RTD)）、達拉斯輕軌橘線（英语：Orange Line (Dallas Area Rapid Transit)）、TEXRail、聖路易斯輕軌紅線、芝加哥地鐵藍線、芝加哥地鐵橙線、克里夫蘭地鐵紅線、亞特蘭大地鐵紅/金線、波士頓地鐵藍線、甘迺迪國際機場捷運、紐華克國際機場捷運、費城國際機場線（英语：Airport Line (SEPTA)）、巴爾的摩輕軌藍線、華盛頓地鐵藍線、華盛頓地鐵黃線、華盛頓地鐵銀線、邁阿密地鐵橘線、檀香山軌道交通

### 歐洲
- 奥地利：維也納機場站（英语：Vienna Airport railway station）
- 比利时：布魯塞爾機場-扎芬特姆站
- 保加利亚：索菲亞地鐵4號線
- 丹麦：哥本哈根地铁2号线、厄勒海峡铁路、奧爾堡機場鐵路（英语：Aalborg Airport railway line）
- 爱沙尼亚：塔林電車4號線
- 西班牙：马德里地铁8号线、马德里市域铁路C1/C10线、巴塞罗那地铁9号线、巴塞罗那市域铁路R2线、巴伦西亚地铁3/5号线、加的斯市域铁路C1线
- 芬兰：赫爾辛基環狀線（英语：Ring Rail Line）
- 法國：法蘭西島大區快鐵B線、奧利機場內線、尼斯電車、里昂有軌電車機場線（英语：Rhônexpress）、土魯斯電車T2線（英语：Toulouse tramway）、波爾多路面電車A線
- 英国：希斯洛機場快線、伊麗莎伯線、皮卡迪利線、碼頭區輕便鐵路、曼徹斯特輕鐵、泰晤士連線、東米德蘭列車、愛丁堡電車、泰恩-威爾地鐵綠線
- 德国：Flughafen Bahnhof （页面存档备份，存于）
- 希腊：雅典地鐵3號線、雅典OSE通勤鐵路（英语：Proastiakos）
- 義大利：馬爾彭薩快線（英语：Malpensa Express）、米蘭地鐵4號線、杜林大都會鐵路（英语：Turin Metropolitan Railway Service）、羅馬城鐵1號線（英语：FL1 (Lazio regional railways)）、威尼斯-的里雅斯特鐵路（英语：Venice–Trieste railway）
- 盧森堡：盧森堡有軌電車
- 立陶宛：維爾紐斯機場站（英语：Vilnius Airport railway station）
- 荷蘭：史基浦機場車站
- 挪威：加德莫恩線（英语：Gardermoen Line）、卑爾根輕軌
- 波蘭：華沙蕭邦機場站（英语：Warsaw Chopin Airport railway station）
- 葡萄牙：里斯本地鐵紅線、波爾圖輕軌E線
- 羅馬尼亞：布加勒斯特亨利·科安德國際機場站
- 俄羅斯：謝列梅捷沃國際機場快綫
- 瑞士：日內瓦國際機場站（英语：Geneva Airport railway station）、蘇黎世國際機場站（英语：Zürich Airport railway station）、蘇黎世電車10號線、12號線
- 瑞典：阿蘭達快線

### 大洋洲
- ： Airport Link, Sydney（英语：Airport Link, Sydney）、西雪梨機場線（英语：Sydney Metro Western Sydney Airport）（興建中）； Airport railway line, Brisbane（英语：Airport railway line, Brisbane）； Airport line, Perth（英语：Airport line, Perth）